# Burchard al II-lea de Suabia
Burchard al II-lea (n. 883 d.Hr. – d. 29 aprilie 926 d.Hr., Novara, Italia), membru al dinastiei Hunfridingilor, a fost duce de Suabia de la 917 până la moarte și conte de Raetia.
Burchard era fiul ducelui Burchard I de Suabia cu Liutgarda de Saxonia.
El a participat la războaiele timpurii din Suabia. Familia sa fiind originară din Franconia, Burchard a întemeiat mănăstirea Sfintei Margareta din Waldkirch, pentru a extinde influența familiei sale în Renania. După arestarea și executarea tatălui său pentru înaltă trădare în 911, el a plecat în Italia, împreună cu soția sa, Regelinda, fiică a contelui Eberhard I de Zürich: nu se știe dacă a fost surghiunit de către contele Erchanger, care a succedat tatălui spu, sau s-a autoexilat pentru a ajunge la rudele sale de dincolo de Alpi. În jur de 913, Burchard a revenit din exil și a reluat controlul asupra proprietății tatălui său. În 915, el s-a raliat fostului dușman, Erchanger și ducelui Arnulf de Bavaria, pentru a lupta împotriva maghiarilor. În continuare, Burchard și Erchanger s-au îndreptat împpotriva regelui Conrad I al Germaniei, pe care l-au înfrânt în bătălia de la Wahlwies, în Hegau. Ca rezultat, Erchanger a fost proclamat duce de Suabia.
După ce Erchanger a fost asasinat în 21 ianuarie 917, Burchard a preluat toate pământurile acestuia și a fost recunoscut unanim drept duce. În 919, regele Rudolf al II-lea al Burgundiei a ocupat comitatul de Zürich și a invadat regiunea Konstanz, pe atunci centrul și practic capitala Ducatului de Suabia. Cu toate acestea, la Winterthur Rudolf a fost înfrânt de către Burchard, care astfel a consolidat puterea ducatului și l-a silit pe regele burgund să renunțe la pretențiile sale teritoriale. În același an, el l-a recunoscut pe noul rege ales al Germaniei, Henric "Păsărarul", pe atunci duce de Saxonia. În schimb, Henric i-a acordat lui Burchard drepturile de taxare și de învestitură a episcopilor și abaților din Ducatul de Suabia.
În 922, Burchard și-a căsătorit fiica, Bertha cu fostul inamic, Rudolf de Burgundia și a încheiat cu acesta o pace pe trei ani. Mai mult decât atât, el l-a însoțit pe Rudolf în campania acestuia în Italia, unde fusese ales rege de către adversarii împăratului Berengar de Friuli. În 924, acesta din urmă a murit, iar Ugo de Arles a fost ales de către partizanii săi pentru a se opune lui Rudolf. Burchard a atacat Novara și a înfrânt trupele arhiepiscopului Lambert de Milano. În acea confruntare însă și-a găsit moartea, probabil în data de 29 aprilie. Văduva sa, Regelinda (d. 958), s-a recăsătorit ulterior cu succesorul lui Burchard, ducele Herman I.
Împreună cu Regelinda, Burchard a avut cinci copii:
- Gisela (n. cca. 905 – d. 26 octombrie 923 sau 925), abatesă de Waldkirch
- Hicha (n. cca. 905 – d. 950)
- Burchard al III-lea (n. cca. 915 – d. 11 noiembrie 973), ulterior duce de Suabia
- Bertha (n. cca. 907 – d. 2 ianuarie 961), căsătorită cu regele Rudolf al II-lea de Burgundia
- Adalric (d. 973), călugăr în abația Einsiedeln

1. 1 2  La Préhistoire des Capétiens[*], p. 288-289 Verificați valoarea |titlelink= (ajutor)
2. 1 2  The Peerage